# Тамихана, Вирему

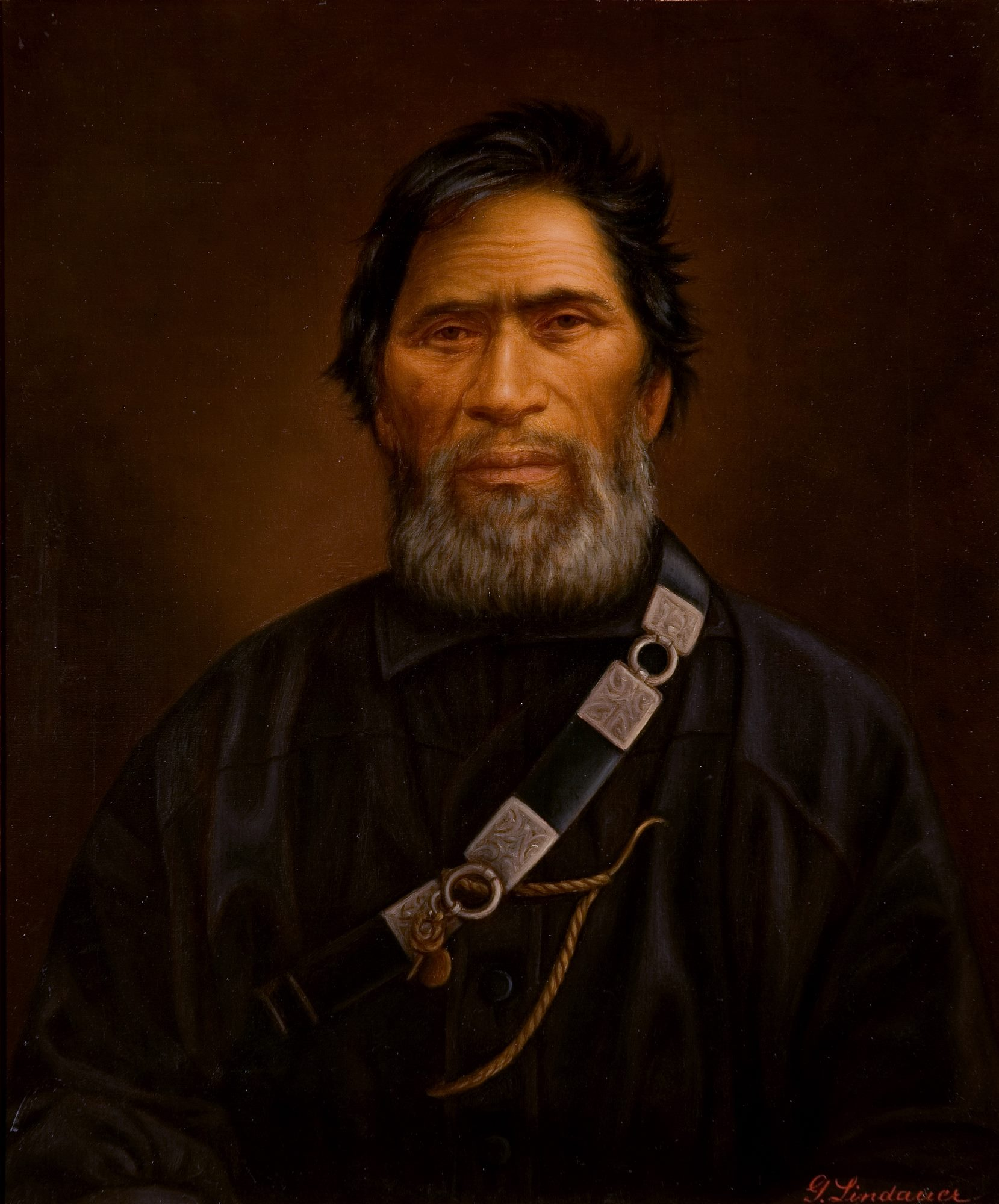
Портрет Вирему Тамиханы работы чешско-новозеландского художника Готтфрида Линдауэра.

Вирему Тамихана, маори Wiremu Tāmihana, искажённое английское Уильям Томпсон, англ. William Thompson, при рождении Тарапипипи Те Вахароа, маори Tarapīpipi Te Waharoa, (около 1805, Тамахере, равнина Хоротиу—декабрь 1866) — новозеландский просветитель, христианский проповедник и общественный деятель из племени маори. Также получил известность как «делатель королей» за свою инициативу по учреждению должности короля маори.

## Биография
Родился под именем Тарапипипи Те Вахароа. В молодости участвовал в Мушкетных войнах. В 1830-х гг. обратился в христианство и получил христианское имя Уильям Томпсон, что на маори звучало как Вирему Тамихана. Именно в это время научился читать и писать на языке маори (язык был бесписьменным, и миссионеры распространяли грамотность среди местного населения). После смерти своего отца в 1838 г. он стал лидером «иви» (клана) Нгати Хауа, хотя и не был старшим сыном своего отца. Основал новое поселение, где правил, основываясь на 10 заповедях Библии. В поселении была создана церковь, вмещавшая до 1000 человек. Он также преподавал в школе, учредил в своей общине фермерство, и продавал продукты белым поселенцам («пакеха») в Окленде. Затем он создал ещё одну христианскую общину в Перии (Peria) в 1846 г.
В конце 1850-х Тамихана был участником движения за избрание общемаорийского короля. Он убедил племенных вождей забыть о прежней межплеменной вражде и избрать первым королём Потатау Те Фероферо из племени Нгати Махута. Тамихана сочинил устав Королевского общества, основанный на Библии. Хотя данное движение рассматривалось многими белыми поселенцами как восстание, сам Уильям Томпсон предполагал, что маорийский король будет равноправным партнёром или вассалом Королевы Виктории. Тамихана стал дипломатом и публицистом, пропагандирующим идеи движения, основал для этих целей газету на языке маори. В 1861 г. губернатор Новой Зеландии Томас Гор Браун выпустил декларацию с требованием, чтобы маори подчинились британской короне. Тамихана написал ему ответ, где объяснял, что Королевское движение не намеревалось вступать в конфликт с британской королевой Викторией, и выражал озабоченность тем, что губернатор мог намереваться начать войну. Когда война началась, Тамихана был сторонником переговоров, хотя прочие члены Королевского движения, такие, как Реви Маниопото, предпочитали воевать. Во время вторжения в Уаикато Тамихана пытался вести переговоры с правительственными силами, но безуспешно. После войны он начал кампанию против конфискации земель у коренных жителей. Умер в декабре 1866 г.